# 국제근거지론
국제근거지론(國際根據地論)은 1960년 대 후반, 일본의 적군파에 의해 창안된 개념이다. 이것은 세계혁명을 달성하기 위해서는 일본이 아닌 해외의 노동자 국가에 근거지를 건설하여 혁명을 실현해야 한다는 입장이다. 요도 호 사건은 이러한 적군파의 국제근거지론이 실현에 옮겨진 사건으로 북한을 거점으로 일본을 포위하여 일본에서의 사회주의 혁명을 달성하려는 의도 하에 실행되었다.